# Клюгер, Жан
Жан Клю́гер (англ. Jean Kluger) — бельгийский композитор, автор песен и музыкальный продюсер.
С юности Жан помогал отцу, бывшему лидеру группы Big Band, в его работе музыкального издателя, но сам решил стать продюсером и композитором. Его первым хитом стала песня «Kili-Watch» в исполнении группы Les Cousins. Затем он создал группу Les Parisiennes с Клодом Боллингом, а с женой Хьюгеттой основал собственную издательскую компанию Editions Bleu Blanc Rouge.
Жан Клугер писал для многих исполнителей — для Далиды, Уилла Тура, Ринго, Петулы Кларк, Шейлы.
Самые успешные хиты Клугера: «A.I.E. Is My Song», «Cuba», «If you should go», «Hands up», «D.i.s.c.o.», «T’es ok» — исполненные группой Ottawan, «Love is good for you», «Long live customs officer Rousseau», « It makes the birds laugh», «The masked ball» и многие другие.
С начала 1970-х годов Клугер писал музыку и для многих музыкальных групп, в том числе для Bananarama, Gibson Brothers, Ottawan, Sheila B. & Devotion и сотрудничал со многими продюсерами, особенно плодотворно — с Даниэлом Вангаром.